# Brookesia ambreensis
Brookesia ambreensis är en ödleart som beskrevs av  Christopher John Raxworthy och Nussbaum 1995. Brookesia ambreensis ingår i släktet Brookesia och familjen kameleonter. IUCN kategoriserar arten globalt som nära hotad. Inga underarter finns listade.
Denna kameleont är bara känd från norra Madagaskar. Den vistas i fuktiga skogar i låglandet som har buskar som undervegetation.